# حارة السلام (صنعاء)
السلام هي إحدى حارات حي سدس احداق بمدينة الروضة شمال العاصمة اليمنية "صنعاء"، بلغ تعداد سكانها 993 نسمة حسب تعداد اليمن لعام 2004.